# Азанка (посёлок)
Азанка — посёлок в Тавдинском городском округе Свердловской области России.

## Географическое положение
Посёлок Азанка расположен в 28 километрах (по автодороге в 30 километрах) к северу от города Тавды, на левом берегу реки Азанки и на берегу озера Коробейникова. В 4 километрах от посёлка проходит автотрасса Туринск — Тавда. В посёлке расположена железнодорожная станция Азанка Свердловской железной дороги.

## Инфраструктура
В Азанке работает учреждение И-299/2 ГУИН.

## Население
| 2002 | 2010  | 2021  |
| ---- | ----- | ----- |
| 3264 | ↘2587 | ↘1239 |